# SV Wacker Helbra
Der SV Wacker Helbra ist ein Sportverein in der etwa 4500 Einwohner zählenden Gemeinde Helbra in Sachsen-Anhalt. Der Verein unterhält drei Fußballmannschaften im Männerbereich sowie eine Jugendfußballabteilung für alle Nachwuchsklassen.

## Geschichte

### Vereinsentwicklung
Die Wurzeln des SV Wacker führen zurück zum Fußballverein Wacker Helbra 1912, der im Juli 1912 gegründet wurde. Als erste Sportstätte wurde für zehn Reichsmark ein Stück Brachland erworben. Bereits 1921 unterhielt der Verein vier Fußballmannschaften, und 1925 wurde der heute noch genutzte Sportplatz Am Pfarrholz eingeweiht.
Nach dem Ende des Zweiten Weltkriegs wurde der FV Wacker wie alle Sportvereine in Ostdeutschland auf Betreiben der sowjetischen Besatzungsmacht auf Dauer aufgelöst. Um den zunächst nur regional gestatteten Sportverkehr wahrnehmen zu können, gründeten etwa 100 Sportbegeisterte in Helbra noch 1945 den Turn- und Sportverein Helbra. Dieser Name hatte jedoch nicht lange Bestand, da ein „Verein“ nicht in die politische Landschaft passte. So wurden 1947 die Namen SG Konsum und SG Aufbau erfunden, ehe mit der Einrichtung von Betriebssportgemeinschaften (BSG) in der sowjetischen Besatzungszone die Helbraer Stahlhütte die Sportgemeinschaft übernahm und sie in die BSG Freundschaft Koch-Hütte Helbra umwandelte. Nach Einrichtung der zentralen DDR-Sportvereinigung Stahl für den Bereich Metallurgie erhielt die BSG 1951 die Bezeichnung Stahl Helbra. Zuvor war sie für ein Jahr als BSG Aktivist Helbra aufgetreten. Als 1971 der bisherige Trägerbetrieb, die August-Bebel-Hütte in Helbra, in das Eislebener Mansfeld Kombinat übernommen wurde, gab es eine erneute Namensänderung in BSG Mansfeldkombinat Helbra.
Als nach der deutschen Wiedervereinigung aufgrund der Veränderung der wirtschaftlichen Verhältnisse das System der Betriebssportgemeinschaften zusammenbrach, gründeten Mitglieder der bisherigen BSG Mansfeldkombinat 1990 in Rückbesinnung auf alte Traditionen den bürgerlichen Verein SV Wacker Helbra e. V.

### Fußballsportliche Entwicklung
Der Wackeraner Fußball tat sich bis 1945 nicht überregional hervor. Auch der Neuanfang nach dem Zweiten Weltkrieg fand auf den unteren Ebenen der Region statt. 1956 wurde die BSG Stahl Staffelsieger der Bezirksklasse Halle und qualifizierte sich damit für die damals viertklassige Bezirksliga Halle. Dort erreichten die Helbraer 1957 den dritten Platz, der zum Aufstieg in die II. DDR-Liga berechtigte. Für die dritte Liga reichte jedoch die Qualität der Mannschaft nicht aus, sie kam am Ende der Saison 1958 nur auf den drittletzten Platz und musste zurück in die Bezirksliga. Dort verblieb sie bis 1968, musste danach erneut absteigen, um nach einem Jahr sofort wieder in die Bezirksliga zurückzukehren, die inzwischen nach Einstellung der II. DDR-Liga drittklassig geworden war. 1974 stieg die BSG Mansfeldkombinat abermals in die Bezirksklasse ab, und von nun gab es bis 1979 ein ständiges Auf und Ab zwischen vierter und dritter Spielklasse. Zwischen 1979 und 1990 blieben die Helbraer unterhalb der Bezirksliga, in die sie erst 1990 wieder aufstiegen.
Viermal qualifizierte sich die BSG Stahl Helbra durch das Erreichen des Bezirkspokalfinales für den DDR-weiten FDGB-Pokal-Wettbewerb. Sowohl 1961/62 als auch 1962/63 war die Mannschaft zweimal siegreich und erreichte dadurch jeweils die dritte Pokalrunde.
| Alle DDR-Pokalspiele der BSG Stahl Helbra | Alle DDR-Pokalspiele der BSG Stahl Helbra                                                          | Alle DDR-Pokalspiele der BSG Stahl Helbra |
| ----------------------------------------- | -------------------------------------------------------------------------------------------------- | ----------------------------------------- |
| 1959                                      | Vorwärts Leipzig – Stahl Helbra                                                                    | 6:0                                       |
| 1961/62                                   | Stahl Helbra – Stahl Gröditz Stahl Helbra – Motor Hennigsdorf Aktivist Laubusch – Stahl Helbra     | 2:1 4:3 3:1                               |
| 1962/63                                   | Stahl Helbra – Motor Nord Erfurt Stahl Helbra – Motor Weimar Fortschritt Weißenfels – Stahl Helbra | 3:2 2:0 3:2                               |
| 1966/67                                   | Stahl Helbra – Vorwärts Leipzig                                                                    | 3:6                                       |

Auch im DFB-Spielbetrieb blieb der BSG-Nachfolger SV Wacker in den unteren Ligen. 1999 gab es ein kurzfristiges Gastspiel in der Landesliga Sachsen-Anhalt, dem erneut ein Wechselspiel zwischen Landesliga und Landesklasse folgte. Seit 2007 spielt der SV Wacker wieder in der Landesklasse, die seit 2008 die 8. Liga ist.